# اوفودا

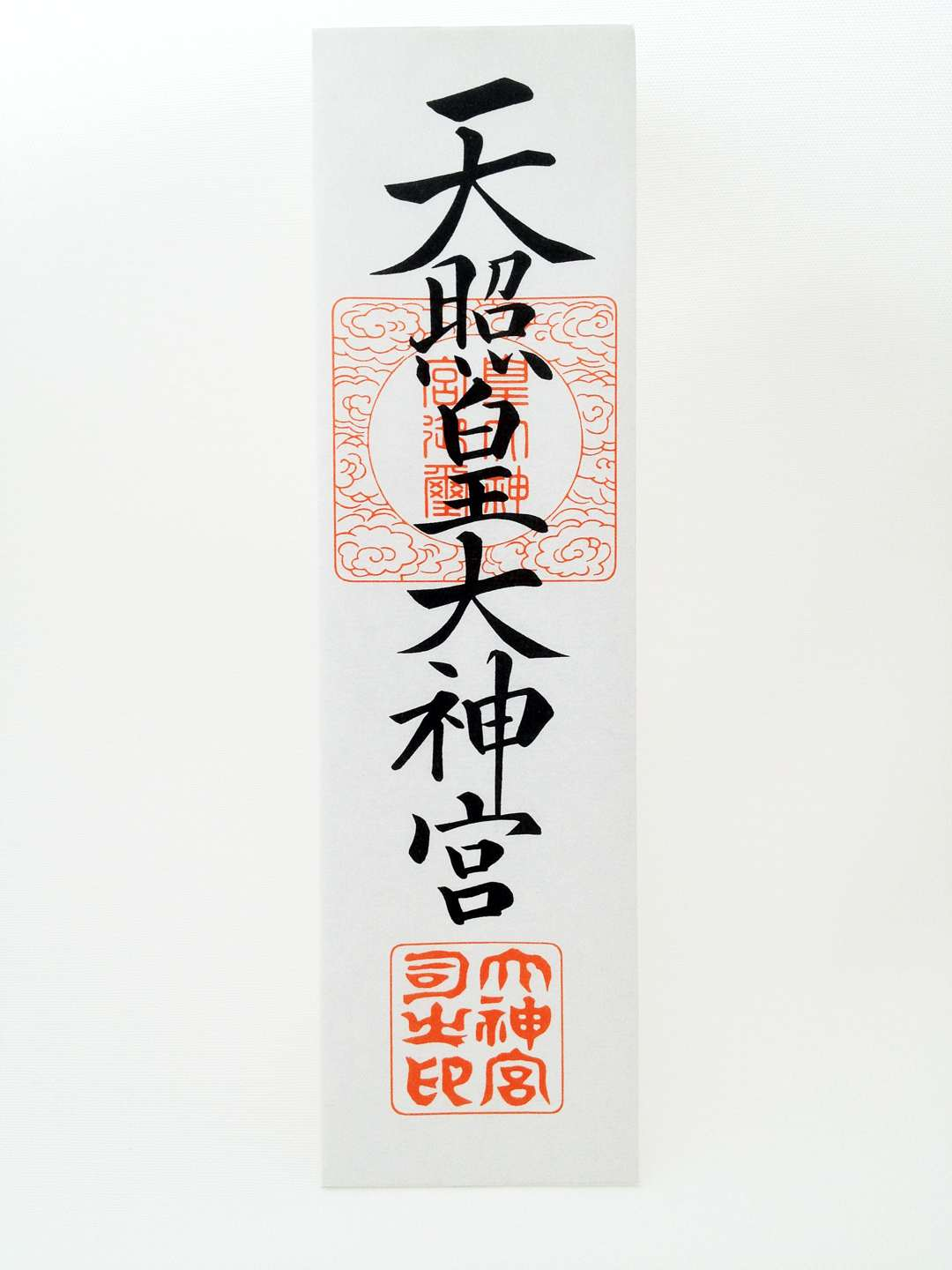
یک اوفودا متعلق به معبد ایسه

اوفودا (به ژاپنی: (御札 / お札 Ofuda) یک بلاگردان است که از مواد مختلفی مانند کاغذ، چوب، پارچه یا فلز ساخته می‌شود. اوفودا معمولاً توسط معبد شینتویی و معابد بودایی در ژاپن توزیع می‌شود و ادعا می‌شود که آغشته‌است به قدرت خدایان (کامی) یا چهره‌های بودایی که مردم نسبت به آنان احترام قائل هستند.